# Pomacentridae
Los pomacéntridos (Pomacentridae) son una familia de peces marinos incluida en el orden Perciformes, comúnmente llamados peces damisela y peces payaso. Es característica en ellos su sedentarismo y fuerte territorialidad, lo que unido a los llamativos colores que muestran algunas especies los convierte en idóneos para acuariología marina.

## Etimología
La denominación de la familia deriva de las palabras  griegas "poma" y "kentron". Poma se podría llegar a traducir por "cobertura", en referencia al  opérculo  y por otra parte Kentron es la palabra griega para aguijón; hace referencia a la característica línea puntiaguda del margen del opérculo de esta familia.

## Géneros
Existen alrededor de 360 especies, agrupadas en 28 géneros:
- Subfamilia Amphiprioninae - Peces payaso
  - Amphiprion (Bloch & Schneider, 1801)
  - Premnas (Cuvier, 1816)

- Subfamilia Chrominae - Castañuelas
  - Acanthochromis (Gill, 1863)
  - Azurina (género) (Jordan & McGregor, 1898)
  - Chromis (Cuvier, 1814)
  - Dascyllus (Cuvier, 1829)
  - Mecaenichthys (Whitley, 1929)

- Subfamilia Lepidozyginae - Sargento mayor
  - Lepidozygus (Günther, 1862)

- Subfamilia Pomacentrinae - Damiselas
  - Abudefduf (Forsskål, 1775)
  - Altrichthys (Allen, 1999)
  - Amblyglyphidodon (Bleeker, 1877)
  - Amblypomacentrus (Bleeker, 1877)
  - Cheiloprion (Weber, 1913)
  - Chrysiptera (Swainson, 1839)
  - Dischistodus (Gill, 1863)
  - Hemiglyphidodon (Bleeker, 1877)
  - Hypsypops (Gill, 1861)
  - Labrodascyllus (Di Caporiacco, 1948)
  - Microspathodon (Günther, 1862)
  - Neoglyphidodon (Allen, 1991)
  - Neopomacentrus (Allen, 1975)
  - Nexilosus (Heller & Snodgrass, 1903)
  - Parma (Günther, 1862)
  - Plectroglyphidodon (Fowler & Ball, 1924)
  - Pomacentrus (Lacepède, 1802)
  - Pomachromis (Allen & Randall, 1974)
  - Pristotis (Rüppell, 1838)
  - Stegastes (Jenyns, 1840)
  - Teixeirichthys (Smith, 1953)

## Galería de imágenes

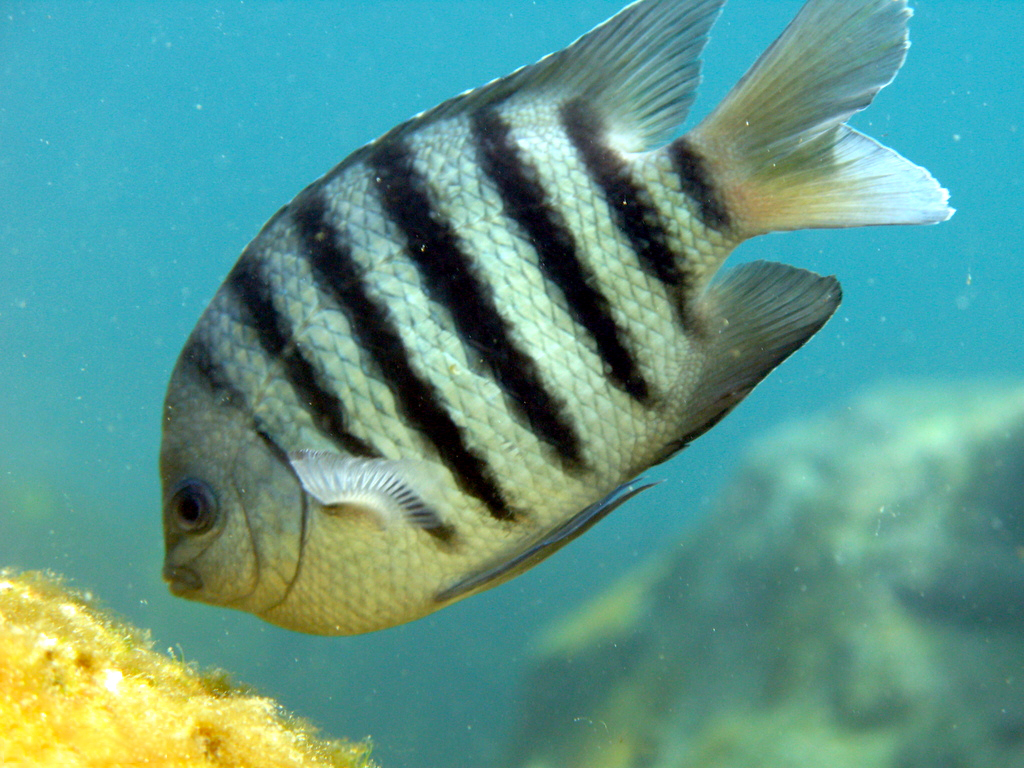
Abudefduf bengalensis
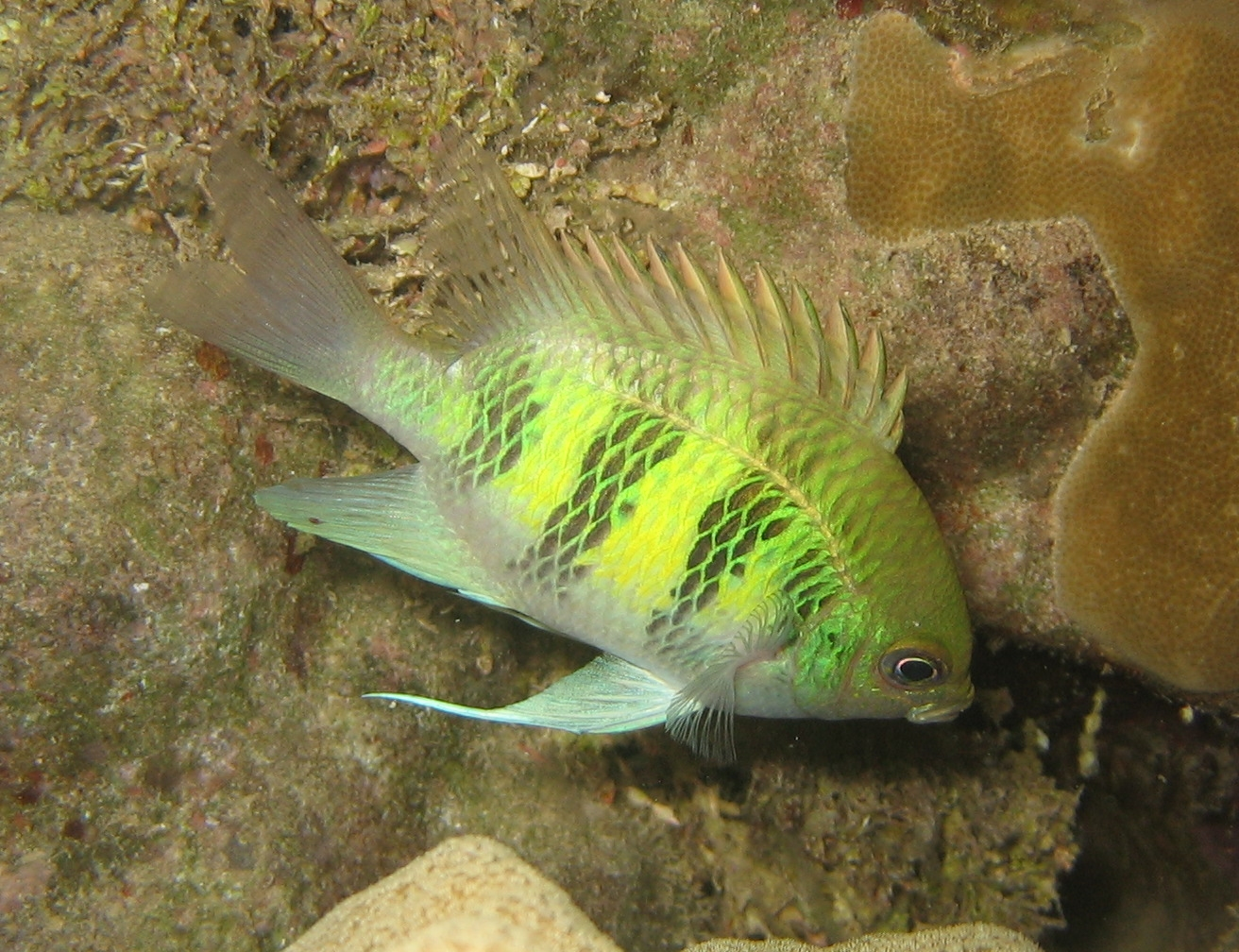
Amblyglyphidodon curacao
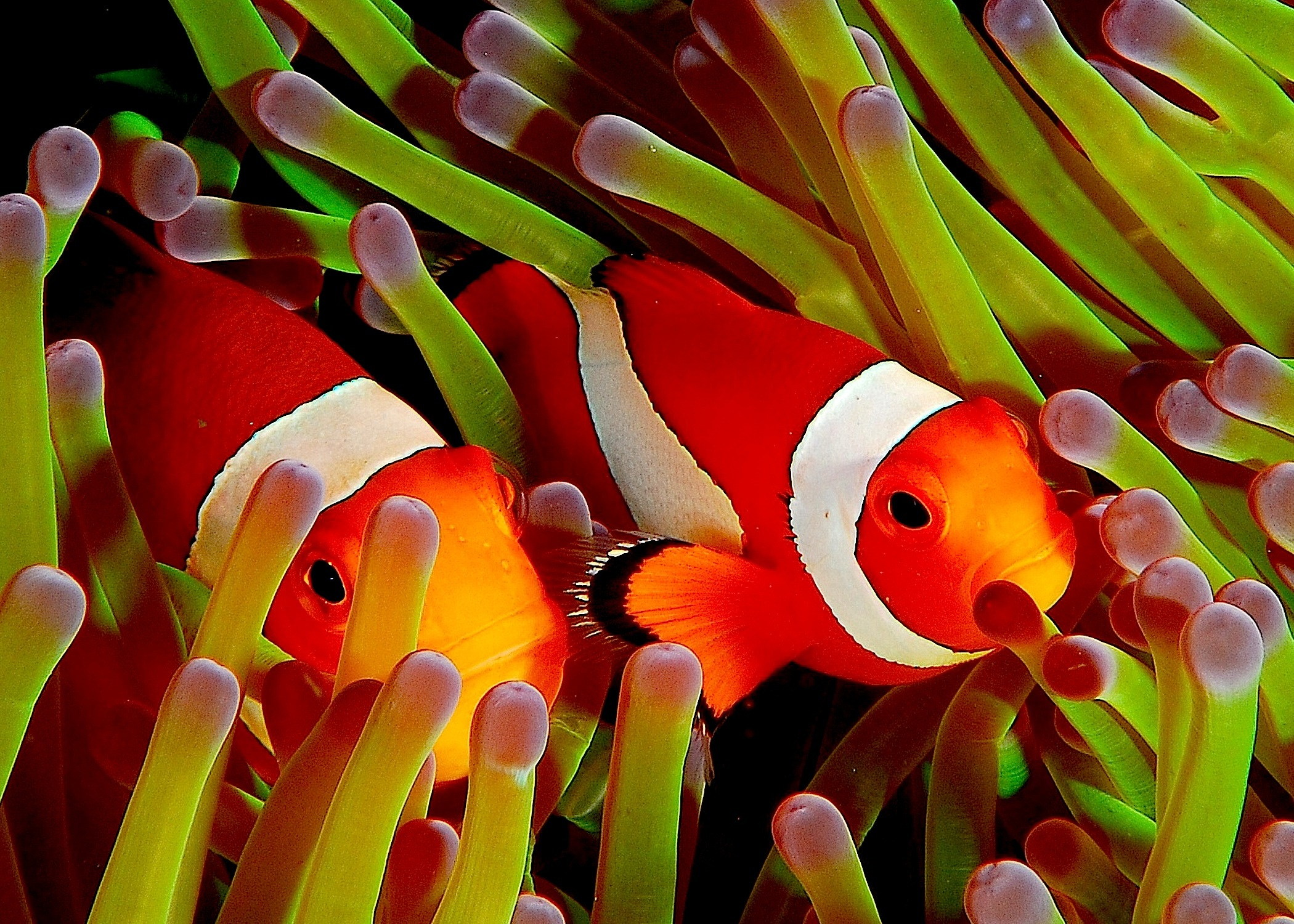
Pez payaso
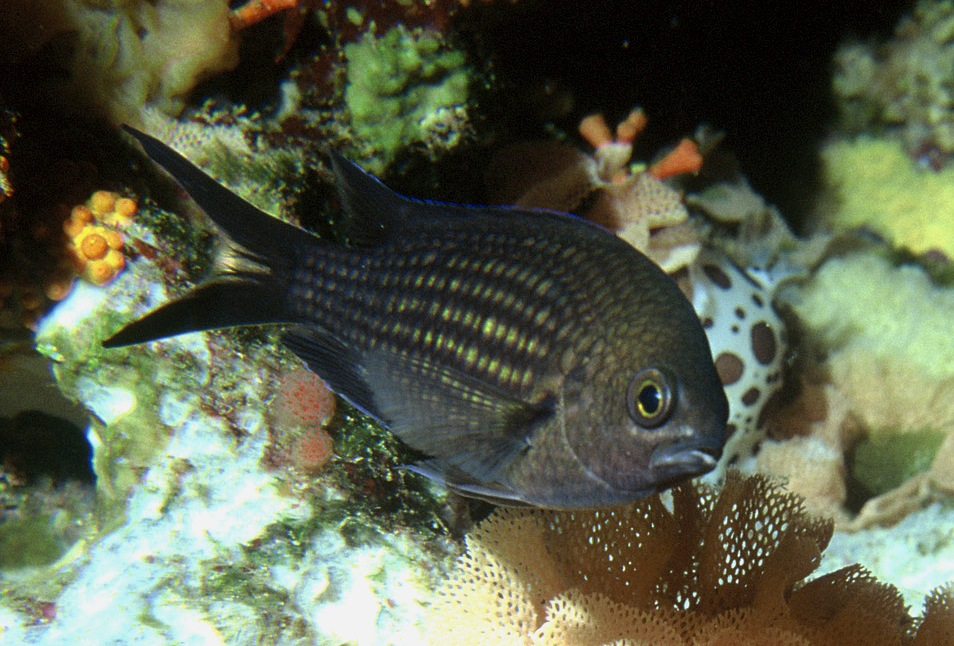
Chromis chromis
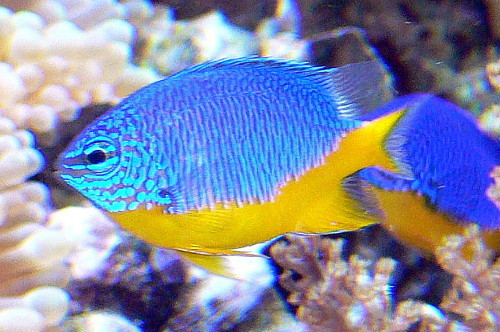
Crysiptera hemicyanea
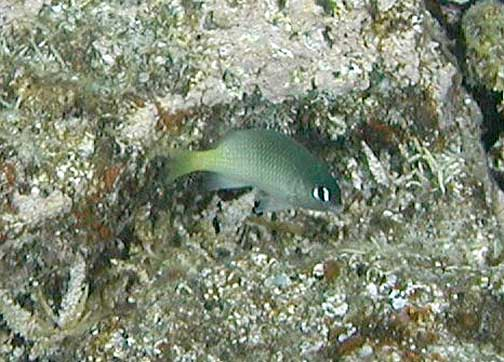
Plectroglyphidodon
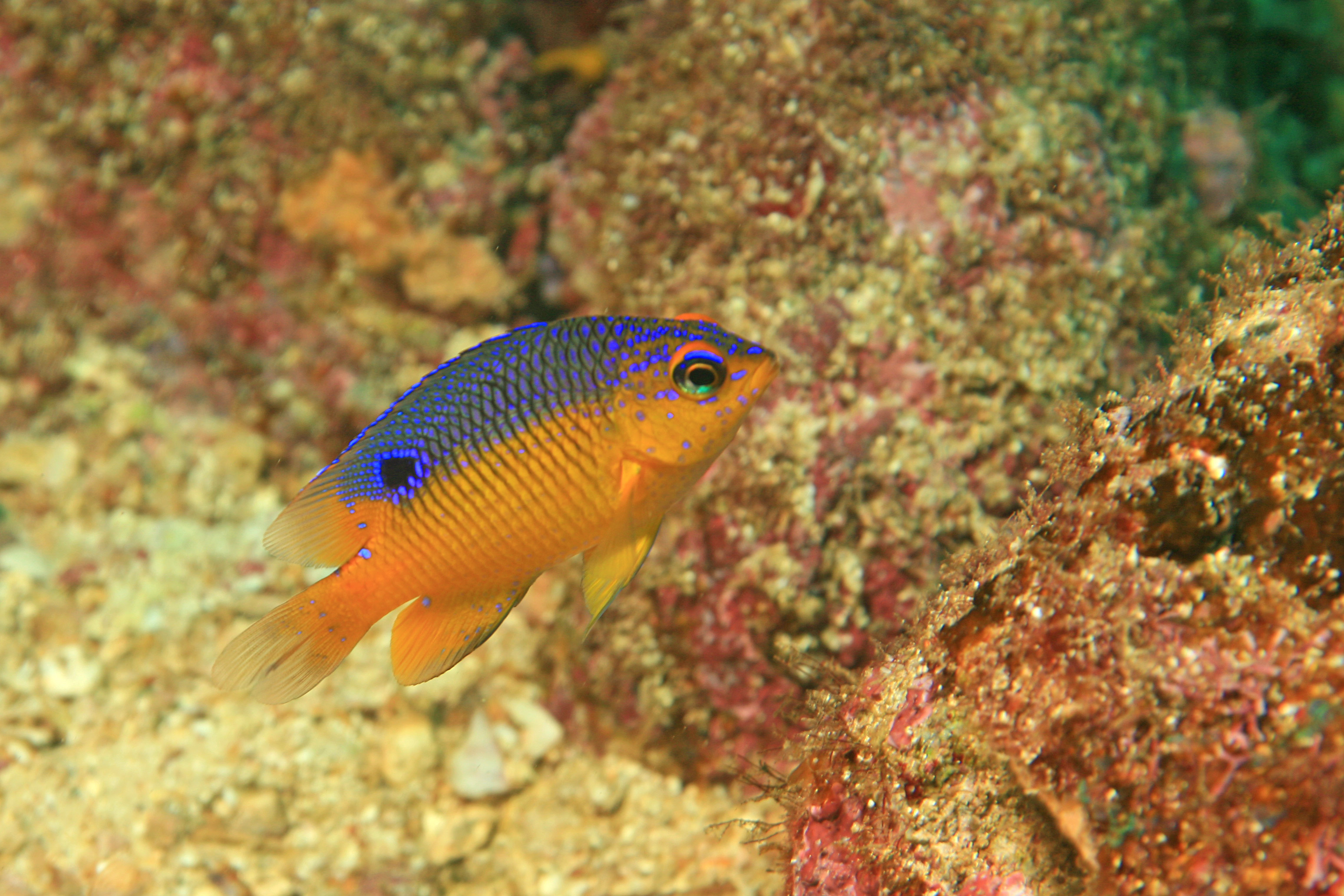
Stegastes flavilatus
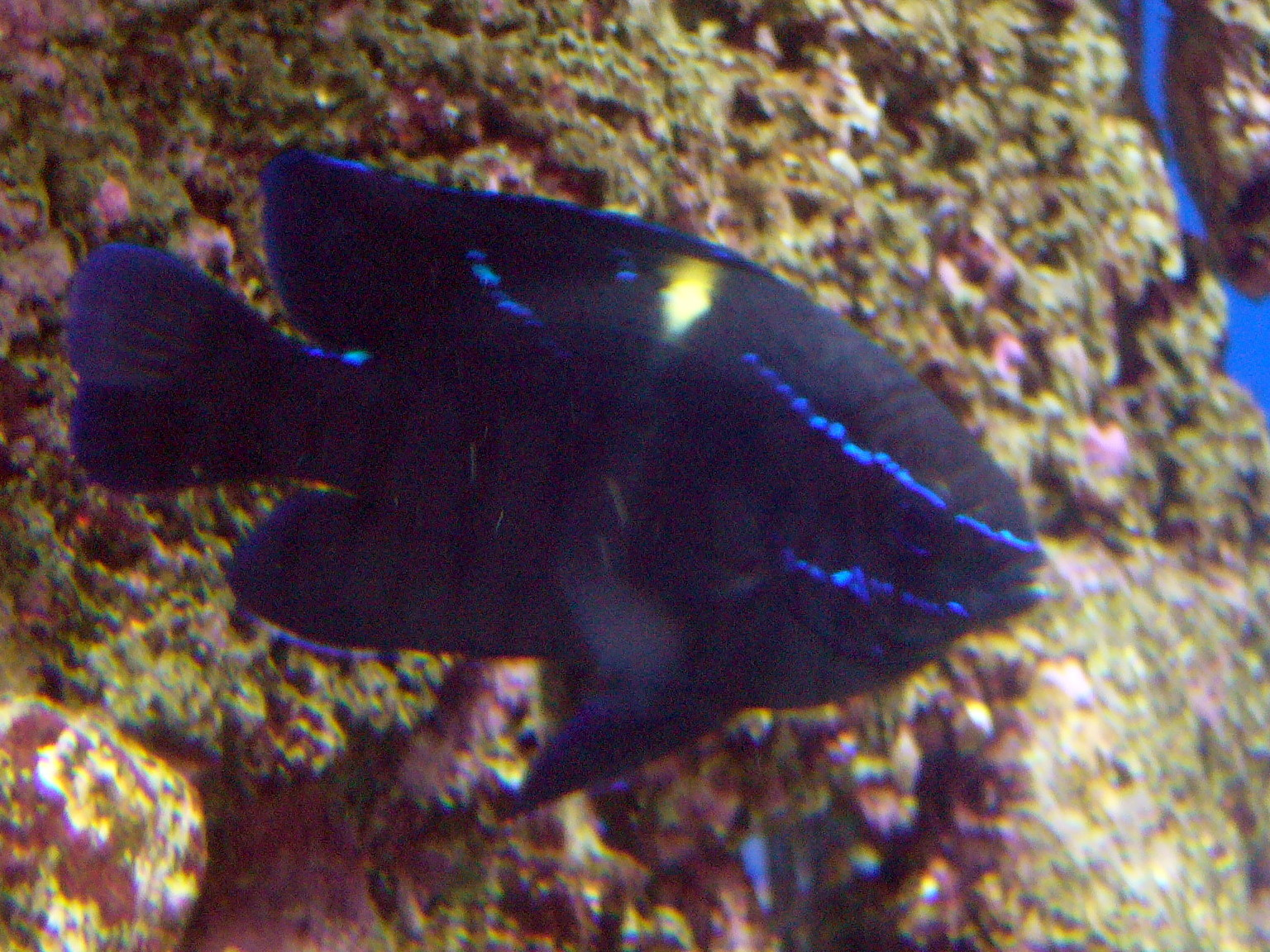
Neoglyphidodon oxyodon